# 10 minutes
10 minutes este cel de-al șaselea single extras de pe albumul de debut al cântăreței Inna, intitulat Hot. Fiind o colaborare cu formația Play & Win, piesa este promovată în Europa prin intermediul caselor de înregistrări Roton și Ultra Records.

## Lansări și clasamente
Lansarea cântecului „10 minutes” a avut loc la data de 25 ianuarie 2010, pe site-ul postului Radio 21, dar și pe pagina web a interpretei. Cântecul surprinde o schimbare a stilului muzical abordat de Inna, el fiind diferit de creațiile anterioare, realizat pentru a fi mai apropiat muzicii promovate în S.U.A..

## Evoluția în clasamente
| Clasament (2010)           | Poziție de top |
| -------------------------- | -------------- |
| Belgia (Ultratip Flanders) | 15             |
| Belgia (Ultratip Wallonia) | 17             |
| Cehia (Rádio Top 100)      | 10             |
| Franța (SNEP)              | 8              |
| Ungaria (Dance Top 40)     | 5              |
| Olanda (Dutch Top 40)      | 18             |
| Polonia (Dance Top 50)     | 12             |
| Romania (Romanian Top 100) | 7              |
| Slovacia (Rádio Top 100)   | 34             |